# L'An Mil (téléfilm)
Pour les articles homonymes, voir An mille (homonymie).
Pour plus de détails, voir Fiche technique et Distribution.
L'An Mil est un téléfilm historique français en trois parties réalisé par Jean-Dominique de La Rochefoucauld en 1984.
Il est diffusé en 1985 sur TF1. La première partie de 57 minutes, Le Voyage, est diffusée le 30 mai 1985 ; la seconde partie de 39 minutes, La Bataille, est diffusée le 6 juin 1985 et la troisième et dernière partie de 70 minutes, La Naissance, est diffusée le 13 juin 1985.
La structure du récit s'inspire de trois ouvrages de l'historien Georges Duby, La société aux XIe et XIIe siècles dans la région mâconnaise (1955), Guerriers et Paysans, VIIe – XIIe siècles : premier essor de l'économie européenne (1973) et Les Trois Ordres ou L'Imaginaire du féodalisme (1978).

## Fiche technique
Sauf indication contraire ou complémentaire, les informations mentionnées dans cette section proviennent du générique de fin de l'œuvre audiovisuelle présentée ici.
- Titre original : L'An Mil
- Réalisation : Jean-Dominique de La Rochefoucauld
- Scénario : Jean-Dominique de La Rochefoucauld, Georges Duby
- Assistance à la réalisation : Jean-Claude Parravano, Jean-Jacques Albert, Georges Groult
- Montage : Monique Chalmandrier, Marie-Claude von Dorpp
- Photographie : Pierre Mareschal
- Cadre : Jean-Paul Berrou, Patrick Moine
- Décors : Jean-Claude Cabouret
- Son : Michel Vayssié, Marc Conil, Norbert Garcia
- Bruitage : Laurent Lévy
- Costumes : Anne-Marie Marchand, Geneviève Sireuil
- Cascades : Michel Anderson, Patrick Steltzer
- Directeur de production : Claude Delannoi, Dominique Sébin
- Sociétés de production : Société française de production, TF1 Production, Conseil régional de Midi-Pyrénées
- Pays de production :  France
- Langue de tournage : Français
- Format : Couleurs
- Durée : 165 minutes (2h45)
- Genre : Film historique
- Date de première diffusion : 30 mai 1985 sur TF1

## Distribution
Sauf indication contraire ou complémentaire, les informations mentionnées dans cette section proviennent du générique de fin de l'œuvre audiovisuelle présentée ici.
- Aurélien Recoing : Guillaume
- Valérie Dréville : Judith
- Patrick Raynal : Roland, le chef du village.
- Christophe Odent : Benoît, le forgeron
- Gilles Amiot : André, le prêtre
- Sophie de La Rochefoucauld : Jeanne
- Simon Choffe : Marc
- Carole le Moal : Berthe
- Thierry Vidal : l'adolescent
- Gilbert Gilles : Gilles
- André Marcon : le mineur
- Patrice Icart : le premier berger
- Raymond Duplan : le deuxième berger
- Bernard Pichon : le troisième berger
- Jean-Louis Vidal : le guide
- Lucie Pichon : la grand-mère
- Jean-Claude Lambillon : Renaud

## Tournage
Le téléfilm a été tourné entre 1982 et 1983 à Ancizan et Guchen dans les Hautes-Pyrénées et à Valcabrère et à Saint-Bertrand-de-Comminges en Haute-Garonne ainsi qu'aux Studios de Bry-sur-Marne.